# Nordisk ungdom (1930-talet)
Nordisk ungdom, ursprungligen Nationalsocialistisk Arbetarungdom var en nazistisk ungdomsorganisation tillhörande Nationalsocialistiska Arbetarepartiet som bildades 1933. Organisationen utslocknade senast 1950.
Efter ett attentat mot Clarté bytte Nordisk ungdom 1939 namn till Ungdomsrörelsen Wasa, men tog åter det gamla namnet 1941. Pressorganet hette Stormfacklan (från 1939 Ungt Folk). Ledare var Arne Clementsson, till dess han uteslöts retroaktivt på grund av attentatet mot Clarté. Därefter var Sven Olov Lindholm, partiledaren i moderpartiet, officiellt ledare även för ungdomsorganisationen.